# Crinan
Crinan est un petit village situé sur la côté ouest de l'Écosse, dans la région de Knapdale. Il est rattaché à la municipalité	
d'Argyll and Bute.
Avant la construction du canal de Crinan, le village s'appelait Port Righ. Le port est utilisé pour la plaisance et la pêche.